# Dagmar Heller
Dagmar Heller (Berlino, 10 luglio 1947 – 22 novembre 2015) è stata un'attrice, doppiatrice e conduttrice radiofonica tedesca.

## Biografia
Dopo il diploma, Dagmar Heller completò un apprendistato di recitazione di tre anni con Else Bongers a Berlino.
Tra il 1972 e il 1973, fu attiva come attrice teatrale presso Berlino e Francoforte e come attrice televisiva  in diverse serie come Derrick e Tatort. 
Dal 1977 al 1980, lavorò al Thalia Theater di Amburgo.
Dal 1980 fu attiva principalmente come doppiatrice, prestando la propria voce principalmente alle attrici: Mia Farrow, Beverly D'Angelo, Barbra Streisand e Jamie Lee Curtis. 
È stata attiva anche come conduttrice radiofonica principalmente nella trasmissione Point Whitmark interpretando diversi ruoli.

## Filmografia

### Televisione
- Das Kriminalmuseum - serie TV (1967)
- Tatort - serie TV (1971-1972)
- Telerop 2009 – Es ist noch was zu retten - serie TV (1 episodio) (1974)
- Wie würden Sie entscheiden? - serie TV (1975)
- Squadra speciale K1 (Sonderdezernat K1) - serie TV (1977)
- L'ispettore Derrick - serie TV (2 episodi) (1977, 1991)
- In freier Landschaft - serie TV (2 episodi) (1977)
- I. O. B. – Spezialauftrag - serie TV (1977)
- Un caso per due (Ein Fall für zwei) - serie TV (1 episodio) (1987)

## Doppiaggio

### Film
- Katharine Ross in Il laureato
- Jane Seymour in Agente 007 - Vivi e lascia morire
- Britt Ekland in Agente 007 - L'uomo dalla pistola d'oro
- Barbara Bach in La spia che mi amava
- Kristina Wayborn in Octopussy - Operazione piovra
- Juliet Mills in Che cosa è successo tra mio padre e tua madre?
- Adrienne King in Venerdì 13
- Mia Farrow in Una commedia sexy in una notte di mezza estate , Broadway Danny Rose, Hannah e le sue sorelle , Un'altra donna, Omen - Il presagio, Arthur e il popolo dei Minimei, Arthur e la vendetta di Maltazard, Arthur e la guerra dei due mondi
- Beverly D' Angelo in National Lampoon's Vacation, National Lampoon's Christmas Vacation - Un Natale esplosivo!, Come ti rovino le vacanze
- Barbra Streisand in Pazza, L'amore ha due facce, Mi presenti i tuoi?
- Ellen Barkin in Seduzione pericolosa
- Jamie Lee Curtis in Papà, ho trovato un amico , Il mio primo bacio, Halloween - 20 anni dopo, Il sarto di Panama, Halloween - La resurrezione
- Helen Mirren in Guida galattica per autostoppisti

### Animazione
- Ragazza (Episodio #3) in Heavy Metal
- Narratrice in Nils Holgersson
- Sindaco McDaniels in South Park
- Dottoressa Kureha in One Piece